# Ali Asadov
Ali Asadov (en azerí: Əli Əsədov; Bakú, 30 de noviembre de 1956) es político, estadista y el primer ministro de la República de Azerbaiyán desde 8 de octubre de 2019.

## Biografía
Ali Asadov nació el 30 de noviembre de 1956 en Bakú. Estudió en secundario en Bakú. Se graduó de la Universidad de Economía de Rusia en 1978. Desde 1980 trabajó en el Instituto de Economía de la Academia Nacional de Ciencias de Azerbaiyán.
En 1995-2000 fue elegido el diputado de la Asamblea Nacional de la República de Azerbaiyán. El 27 de abril de 1998 fue nombrado el asistente del Presidente de Azerbaiyán por los asuntos económicos. El 8 de octubre de 2019 la candidatura al puesto de primer ministro de Azerbaiyán de Ali Asadov fue aprobada en la sesión plenaria del parlamento.